# Château de Vic-sur-Aisne
Le château de Vic-sur-Aisne est un château situé à Vic-sur-Aisne, dans le département de l'Aisne, en région Hauts-de-France, en France.

## Localisation
Le château de Vic-sur-Aisne est situé sur la commune de Vic-sur-Aisne, dans le département de l'Aisne.

## Historique
Le Castrum Vici super Axonum est un castrum construit sur une éminence, en rive droite de l'Aisne, contrôlant la route entre Amiens et Soissons.
Il aurait été donné à l'abbaye Saint-Médard de Soissons par la princesse Berthe, sœur de l'empereur Louis le Pieux.
Le comte de Paris, Eudes, roi des Francs en 888, confirme en 893 les possessions de l'abbaye Saint-Médard. À cette occasion, la chronique de Saint-Médard indique qu'il a fait fortifier l'abbaye et réparer le château de Vic-sur-Aisne.
Le 22 mai 1048, lors du concile de Senlis, l'archevêque de Reims Gui de Châtillon souscrit avec l'évêque de Laon Gébuin, la restitution du château de Vic-sur-Aisne à l'abbaye Saint-Médard de Soissons.
Au cours des Xe et XIe siècles, le château est la scène des luttes opposant les seigneurs de Coucy, les moines de Saint-Médard, et les rois de France, passant plusieurs fois de l'un à l'autre. Les moines finissent par placer le domaine de Vic sous la protection des seigneurs de Pierrefonds, qui y entretiennent une garnison permanente jusqu'à la fin du XIIIe siècle.
Le bourg devient à cette époque siège d'une châtellenie, dépendante de Pierrefonds, puis vicomté, vassal des comtes de Soissons.

## Description
Le donjon du XIIIe siècle, remanié aux XVe et XVIIIe siècles, est haut de 25 mètres.

## Protection aux monuments historiques
Au titre des monuments historiques :
- le donjon est classé par arrêté du 18 novembre 1919 ;
- les façades sur le parc sont inscrites par arrêté du 28 juin 1927 ;
- l'enceinte médiévale et douves ; le mur de clôture ; les pavillons d'entrée ; les façades et toitures des bâtiments des communs ; les façades et toitures du corps de logis XVIIe – XVIIIe siècle ; le parc avec sa statuaire et ses fabriques sont inscrits par arrêté du 10 avril 1992.